# Compañía de Arsenales de Monte 12
La Compañía de Arsenales de Monte 12 (Ca Ars Mte 12) del Ejército Argentino está en la Guarnición de Ejército «Posadas», Provincia de Misiones.

## Historia
En 1981 el Ejército Argentino creó en Apóstoles la Compañía de Arsenales 12, como integrante de la XII Brigada de Infantería. En 1993, fue disuelta.
En 2015 el Ministerio de Defensa convirtió a la Sección de Arsenales Adelantada «Posadas» recuperando la Compañía de Arsenales 12.